# فيل هيث
فيليب هيث (بالإنجليزية:  Phil Heath)‏ ولد في 18 ديسمبر 1979 في سياتل، واشنطن) لاعب كمال أجسام محترف بالاتحاد الدولى لكمال الأجسام واللياقة البدنية (IFBB)، حامل لقب مستر أولمبيا لسبع سنوات متتالية.

## النشأة والتعليم
ترعرع هيث في سياتل، واشنطن، والتحق بمدرسة شاطئ رينييه الثانوية، حيث لعب مع المنتخب المدرسي لكرة السلة. التحق بجامعة دنفر في كولورادو وحصل على منحة رياضية كاملة. تخصص هيث في تكنولوجيا المعلومات وإدارة الأعمال، ولعب للشعبة الأولى لكرة السلة بفريق دنفر.

## إحتراف كمال الاجسام
دخل فيل هيث كمال الاجسام في عام 2002. , وفي عام 2005 فاز باللقب العام في NPC (لجنة كمال الأجسام الوطنية) الولايات المتحدة الأمريكية، وكسب الحق في المنافسة باعتبارها مسابقة محترفين في أتحاد ال IFBB. فاز في أول حدثين له كمحترف بالاتحاد، وفي العام التالي: بطولة كولورادو وبطولة نيويورك.
في عام 2007 حقق هيث المركز الخامس في ارنولد كلاسيك. ولكنه لم يشارك في مستر أولمبيا 2007 على الرغم من انه مؤهل للتنافس بها، فقد قرر هيث عدم الدخول في المسابقة، مشيراً إلى أنه يحتاج إلى وقت إضافي لتحسين مستواه. ثم فاز هيث في عرض الرجل الحديدي عام 2008 وفاز بالمركز الثاني دكستر جاكسون، في عام 2008 فاز هيث بالمركز الثانى ببطولة أرنولد كلاسيك. وفي أول منافسة له في مستر أولمبيا 2008 حل هيث في المركز الثالث، ليصبح أول من فاز في المراكز الثلاثة الأولى بعد فليكس ويلر كأكبر فوز من أول مشاركة.
كان من المتوقع أن يفوز بلقب مستر أولمبيا 2009 لكن فيروساً في المعدة أصابه منعه منذ ذلك وحل في المركز الخامس.
في مستر أولمبيا 2010 احتل المركز الثاني بعد جيه كاتلر، الذي تمكن من تخطيه في مستر أولمبيا 2011، وتوج باللقب حينذاك واستمر في إحراز اللقب الأكبر في كمال الأجسام للسنوات الخمس التالية.
تصدر هيث العديد من مقالات ومجلات اللياقة البدنية كما ظهر أيضاً على غلاف مجلة فليكس. أطلق هيث خمسة أقراص فيديو رقمية عن كمال الاجسام: هدية، هدية غير ملفوفة، رحلة إلى أولمبيا، لتصبح الرقم 13، وحامل ال ساندو. وقد أخرجها جوناثان ماكفرلين، وصدرت عن Bodybranded للأفلام.

### موهوبين التغذية / ألعاب القوى
هيث يمتلك شركة لياقة للملابس تسمى موهوبين ألعاب القوى، وهو اسم مشتق من لقبه، «الموهبة». في يوليو 2014 بالإضافة إلى تشغيل هذا المشروع الناجح للملابس قام هيث بشراكة مع فريق صغير متخصص بالمكملات الغذائية وخبراء أعمال لإنشاء موهوبين التغذية. وفي إنشاء شركته الخاصة في المكملات بهذه الطريقة، أصبح هيث أول لاعب كمال أجسام محترف يترأس شركته الخاصة للرياضة والتغذية في حين لا يزال يخوض منافسات البطولات.

## الحياة الشخصية
يعيش هيث في أرفادا، كولورادو ويتمرن في صالة Armbrust للمحترفين في ويت ريدج.

## الإنجازات
- 2003 شمال ولاية كولورادو، هواه، 1
- 2003 لجنة بنية الجسم الوطنية ولاية كولورادو، خفيفة الوزن الثقيل، 1
- 2004 ولاية كولورادو، الوزن الثقيل، 1
- 2005 مواطني مجلس الشعب الجديد، الوزن الثقيل، واللقب العام 1
- 2005 الولايات المتحدة الأمريكية بطولة مجلس الشعب، الوزن الثقيل، واللقب العام 1
- 2006 بطولة كولورادو برو، 1
- 2006 بطولة نيويورك برو، 1
- 2006 بي بي سي كلاسيك، 1
- 2007 أرنولد كلاسيك، 5
- 2008 IFBB الرجل الحديدي، 1
- 2008 أرنولد كلاسيك، 2
- مستر أولمبيا 2008، 3
- مستر أولمبيا 2009، 5
- 2010 أرنولد كلاسيك، 2
- مستر أولمبيا 2010، 2
- مستر أولمبيا 2011، 1
- 2011 Sheru كلاسيك، 1
- مستر أولمبيا 2012، 1
- 2012 Sheru كلاسيك، 1
- مستر أولمبيا 2013، 1
- 2013 أرنولد كلاسيك أوروبا 1
- مستر أولمبيا 2014، 1
- مستر أولمبيا 2015، 1
- مستر أولمبيا 2016، 1
- مستر أولمبيا 2017، 1
- مستر أولمبيا 2018، 2

## روابط خارجية
- فيل هيث على موقع IMDb (الإنجليزية)
- فيل هيث على موقع قاعدة بيانات الفيلم (الإنجليزية)